# 六条村 (福井県)
六条村（ろくじょうむら）は福井県足羽郡にあった村。現在の福井市中心部の南方、北陸本線・越前花堂駅の南側から越美北線・六条駅周辺にかけての区域にあたる。

## 地理
- 河川：足羽川

## 歴史
- 1889年（明治22年）4月1日 - 町村制の施行により、大町村、大町別所村、下六条村、小稲津村、上六条村、天王村、上莇生田村、下莇生田村、下荒井村、江端村及び大島村の区域をもって、六条村が発足する。
- 1955年（昭和30年）3月31日 - 酒生村、一乗谷村、上文殊村、下文殊村及び六条村が合併して、足羽村が発足する。

## 交通

### 鉄道路線
- 福井鉄道
  - 福武線
    - 江端駅

上記のほか、村域を日本国有鉄道の北陸本線が通過したが、駅は所在しなかった。越美北線および六条駅は未開業。

## 村長
- 加藤与次兵衛